# نیکلاس دیگوینی
نیکلاس دیگوینی (انگلیسی: Nicolas Diguiny؛ زادهٔ ۳۱ مهٔ ۱۹۸۸) بازیکن فوتبال اهل فرانسه است.
از باشگاه‌هایی که در آن بازی کرده‌است می‌توان به باشگاه فوتبال ونس اشاره کرد.